# Marek Wierzbicki (historyk)
Marek Wierzbicki (ur. 23 lipca 1964 w Pionkach) – polski historyk, harcerz, profesor nauk społecznych.

## Życiorys
W latach 1983–1988 studiował historię w Katolickim Uniwersytecie Lubelskim. Równocześnie był aktywnym działaczem harcerskim, w ramach tzw. harcerstwa niepokornego, niezależnego do władz ZHP, m.in. był animatorem Duszpasterstwa Harcerek i Harcerzy przy parafii św. Barbary w Pionkach, liderem lokalnych struktur Ruchu Harcerskiego Rzeczypospolitej i instruktorem Związku Harcerstwa Rzeczypospolitej w stopniu harcmistrza. W latach 1988–1989 był komendantem harcerskiego Szczepu Puszcza, równocześnie pracował jako nauczyciel historii w szkole podstawowej. W latach 1990–1991 był wicedyrektorem Liceum Ogólnokształcącego w Pionkach. W latach 1990–1994 był w radnym miejskim w Pionkach. Od 1991 pracował w Instytucie Studiów Politycznych PAN. W 1997 obronił na KUL rozprawę doktorską Stosunki polsko-białoruskie na ziemiach II Rzeczypospolitej pod okupacją sowiecką 1939–1941 (promotor: Tomasz Strzembosz). W 2006 wydał drukiem rozprawę habilitacyjną Związek Młodzieży Polskiej i jego członkowie. W latach 2007–2009 wykładowca Collegium Civitas. Od 1 stycznia 2007 do 31 grudnia 2014 członek Rady Naukowej ISP PAN. Od 1 października 2009 profesor nadzwyczajny KUL – w Instytucie Politologii, kierownik Katedry Historii Współczesnej i Ruchów Społecznych. Od września 2007 kierownik referatu Biura Edukacji Publicznej IPN Delegatura Radom. 22 stycznia 2016 uzyskał tytuł profesora nauk społecznych.
W swoich pracach zajmował się dziejami okupacji sowieckiej ziem wschodnich przedwojennej Polski (1939–1941), młodzieżą w PRL na tle politycznych, społecznych i kulturowych trendów epoki, badał relacje władzy i społeczeństwa w systemie totalitarnym, autorytarnym i demokratycznym oraz dzieje polskiej emigracji politycznej po 1939 roku.
Odznaczony Złotym Krzyżem Zasługi (2008), Krzyżem Wolności i Solidarności (2015) oraz Krzyżem Kawalerskim Orderu Odrodzenia Polski (2020).

## Publikacje
- „Pierwsza Kadrowa” Inspektoratu Radomskiego AK: zarys dziejów oddziału partyzanckiego „Cezara”, „Harnasia”, „Marii”, wyd. 2, Pionki – Warszawa: A.B. Express 1995.
- (redakcja) Okupacja sowiecka (1939–1941) w świetle tajnych dokumentów: obywatele polscy na kresach północno-wschodnich II Rzeczypospolitej pod okupacją sowiecką w latach 1939–1941, wybór źródeł pod red. Tomasza Strzembosza, wybór, oprac., wstęp Krzysztof Jasiewicz, T. Strzembosz, Marek Wierzbicki, Warszawa: Instytut Studiów Politycznych PAN 1996.
- (redakcja) Ocalone archiwum Polski Podziemnej: Ziemie Wschodnie II RP w dokumentach ze zbioru Wojciecha Bukata, oprac. red. Grzegorz Motyka, Marek Wierzbicki, Warszawa: Instytut Studiów Politycznych Polskiej Akademii Nauk 1997.
- (redakcja) Szkice z dziejów Pionek, t. 1, red. nauk. Marek Wierzbicki, Pionki: Polskie Towarzystwo Historyczne. Oddział 2000.
- (redakcja) Szkice z dziejów Pionek, t. 2: Miasto i region, pod red. Sebastiana Piątkowskiego i Marka Wierzbickiego, Pionki: Polskie Towarzystwo Historyczne. Oddział 2001.
- „My z Zetempe...”: upadek i likwidacja Związku Młodzieży Polskiej (1955-1957), Warszawa: ISP PAN 2004.
- (redakcja) Szkice z dziejów Pionek, t. 3: Dzieje najnowsze, pod red. Sebastiana Piątkowskiego i Marka Wierzbickiego, Pionki: Polskie Towarzystwo Historyczne. Oddział 2004.
- Związek Młodzieży Polskiej i jego członkowie: studium z dziejów funkcjonowania stalinowskiej organizacji młodzieżowej, Warszawa: Wydawnictwo Trio – Instytut Studiów Politycznych Polskiej Akademii Nauk 2006.
- Polacy i Białorusini w zaborze sowieckim: stosunki polsko-białoruskie na ziemiach północno-wschodnich II RP pod okupacją sowiecką 1939–1941, wyd. 2 popr. i uzup., Warszawa: Stowarzyszenie Kulturalne Fronda 2007.
- Polacy i Żydzi w zaborze sowieckim: stosunki polsko-żydowskie na ziemiach północno-wschodnich II RP pod okupacją sowiecką 1939–1941, wyd. 2 popr. i uzup., Warszawa: Stowarzyszenie Kulturalne Fronda 2007.
- Młodzież w PRL, Warszawa: Instytut Pamięci Narodowej – Komisja Ścigania Zbrodni przeciwko Narodowi Polskiemu 2009.
- (redakcja) Studia z dziejów harcerstwa 1944-1989, pod red. Marka Wierzbickiego, Warszawa: Instytut Pamięci Narodowej – Komisja Ścigania Zbrodni przeciwko Narodowi Polskiemu 2009.
- (redakcja) Szkice z dziejów Pionek: praca zbiorowa, t. 4: Państwowa Wytwórnia Prochu – Wytwórnia Chemiczna nr 8 – Zakłady Tworzyw Sztucznych „Pronit”: ludzie, fabryka, miasto (1922-2000), pod red. Marka Wierzbickiego, Pionki: Polskie Towarzystwo Historyczne. Oddział – Związek Harcerstwa Rzeczypospolitej. Obwód Ziemia Radomska 2009.
- (redakcja) Solidarność Ziemia Radomska w dokumentach 1980–1989, wstęp, wybór źródeł i oprac. Marek Wierzbicki, Lublin: Instytut Pamięci Narodowej – Komisja Ścigania Zbrodni przeciwko Narodowi Polskiemu. Oddział 2010.
- Ostatni bunt: młodzieżowa opozycja polityczna u schyłku PRL, 1980-1990: fakty, konteksty, interpretacje, Warszawa – Lublin: Instytut Pamięci Narodowej – Komisja Ścigania Zbrodni przeciwko Narodowi Polskiemu. Oddział 2013.
- Harcerz-Żołnierz-Obywatel. Zygmunt Lechosław Szadkowski (1912-1995), Lublin: Instytut Pamięci Narodowej - Komisja Ścigania Zbrodni przeciwko Narodowi Polskiemu. Oddział 2016.
- Z Polską pod rękę. Jan Prot (1891-1957) i odbudowa niepodległego państwa polskiego, Lublin – Warszawa: Instytut Pamięci Narodowej - Komisja Ścigania Zbrodni przeciwko Narodowi Polskiemu. Oddział 2017.